# Beauchamp (Val-d’Oise)
Beauchamp ist eine französische Gemeinde mit 9506 Einwohnern (Stand: 1. Januar 2022) im Département Val-d’Oise der Region Île-de-France. Sie gehört zum Kanton Taverny im Arrondissement Argenteuil. Die Einwohner heißen Beauchampois(es).

## Geografie
Die Gemeinde liegt 20 Kilometer nordwestlich von Paris. Sie wird umgeben von Taverny im Norden und Nordosten, Franconville im Südosten, Montigny-lès-Cormeilles im Süden und Pierrelaye im Westen und Südwesten.

## Geschichte
1922 wurde die Gemeinde aus der eigentlichen Ortschaft und Teilen der Nachbargemeinden gebildet. Beauchamp (aus lat. Campus bellum – Schlachtfeld) liegt an der Römerstraße von Lutetia (heute: Paris) und Juliobona (heute: Lillebonne). Mit der Eisenbahn (Bahnhof seit 1846) blühte die Gegend auf, insbesondere auch der Ort Beauchamp.

## Gemeindepartnerschaften
Beauchamp unterhält seit 1997 eine Gemeindepartnerschaft mit der hessischen Gemeinde Altenstadt (Deutschland).

## Sehenswürdigkeiten
- Kirche Notre-Dame
- Château de La Chesnaie
- Marché couvert, erbaut 1933
- Avenue de Sapins

## Bevölkerungsentwicklung
| Jahr      | 1926  | 1931  | 1936  | 1946  | 1954  | 1962  | 1968  | 1975  | 1990  | 1999  | 2008  | 2013  | 2021  | [ 1 ] [ 2 ] |
| --------- | ----- | ----- | ----- | ----- | ----- | ----- | ----- | ----- | ----- | ----- | ----- | ----- | ----- | ----------- |
| Einwohner | 2.178 | 3.228 | 3.821 | 3.907 | 4.803 | 5.662 | 6.324 | 7.798 | 8.934 | 8.986 | 8.817 | 8.792 | 9.158 | [ 1 ] [ 2 ] |

## Persönlichkeiten
- Maurice Edmond Sailland (1872–1956), genannt Curnonsky, Gastronom und Gastronomiekritiker